# Irène Némirovsky
Irène Némirovsky (născută Irina Lvovna Nemirovskaia, în rusă Ирина Львовна Немировская; n. 24 februarie 1903, Kiev, gubernia Kiev⁠(d), Imperiul Rus – d. 17 august 1942, Lagărul de exterminare Auschwitz-Birkenau, Germania Nazistă) a fost o scriitoare de origine evreiască ucraineană. Ea a trăit mai mult de jumătate din viață în Franța și a scris în limba franceză, dar i s-a refuzat naționalitatea franceză. Arestată ca evreică în conformitate cu legile rasiale – care nu țineau cont de convertirea ei la romano-catolicism – a murit la Auschwitz la vârsta de 39 de ani. Némirovsky este cunoscută mai ales pentru cele două romane (din cinci planificate) care formează seria Suite française publicată postum.